# Catalan Bay
Catalan Bay o La Caleta é uma praia, baía e vila de pescadores em Gibraltar, no lado leste de Rochedo de Gibraltar.
A zona recebeu o nome de "Baía dos Catalães" devido ao facto de ter desembarcado na mesma a 4 de agosto de 1704 um batalhão de 300 a 350 soldados da Catalunha que combateram lado a lado com as tropas anglo-holandesas contra as forças borbónicas de Filipe V de Espanha, durante a Guerra da Sucessão Espanhola. Quando o Conde de Toulouse Luís Alexandre de Bourbon tentou a reconquista do território, os soldados catalães foram muito bem sucedidos na sua missão de defendê-la e evitar a reconquista borbónica, o que levou a baía a ser conhecida pelo nome atual.

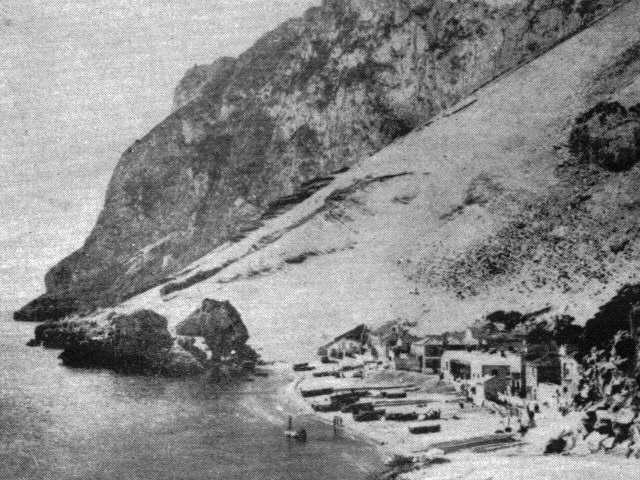
Vista inicial da Baía Catalã, olhando para o sul a partir do topo da estrada de acesso - final do século XIX. A rocha em forma redonda que se projeta para o mar é comumente conhecida como la mamela (catalão: la mamella, o peito), o nome dado a ela pelos primeiros colonos catalães, pois lembra o peito de uma mulher quando visto da costa.